# 3-巯基丙酸
3-巯基丙酸（3-MPA）是一种有机硫化合物，化学式为HSCH2CH2CO2H，分子中有巯基和羧基。它是油状液体，可以3-氯丙酸为原料，或丙烯腈和硫脲为原料制备。由于巯基的硫对金有亲和力，它被用于制备亲水性的金纳米颗粒。